# Helena West Side
Helena West Side is een plaats (census-designated place) in de Amerikaanse staat Montana, en valt bestuurlijk gezien onder Lewis and Clark County.

## Demografie
Bij de volkstelling in 2000 werd het aantal inwoners vastgesteld op 1711.

## Geografie
Volgens het United States Census Bureau beslaat de plaats een oppervlakte van
38,3 km², waarvan 38,2 km² land en 0,1 km² water.

## Plaatsen in de nabije omgeving
De onderstaande figuur toont nabijgelegen plaatsen in een straal van 16 km rond Helena West Side.